# Zdravotnická záchranná služba Královéhradeckého kraje
Zdravotnická záchranná služba Královéhradeckého kraje (ZZS KHK, do 27. dubna 2004 Zdravotnická záchranná služba Královéhradeckého kraje - Územní středisko Hradec Králové) je příspěvková organizace a provozovatel zdravotnické záchranné služby v Královéhradeckém kraji. Hlavní náplní činnosti organizace je zajišťování odborné přednemocniční neodkladné péče (PNP) na území Královéhradeckého kraje podle zákona č. 374/2011 Sb., o zdravotnické záchranné službě. Přednemocniční neodkladná péče je zajišťována na území o rozloze 4 758 km² pro více než 560 000 obyvatel. V oblasti Královéhradeckého kraje je k dispozici 26 výjezdových skupin a jedna skupina letecké záchranné služby rozmístěných na 14 výjezdových základnách.

## Historie

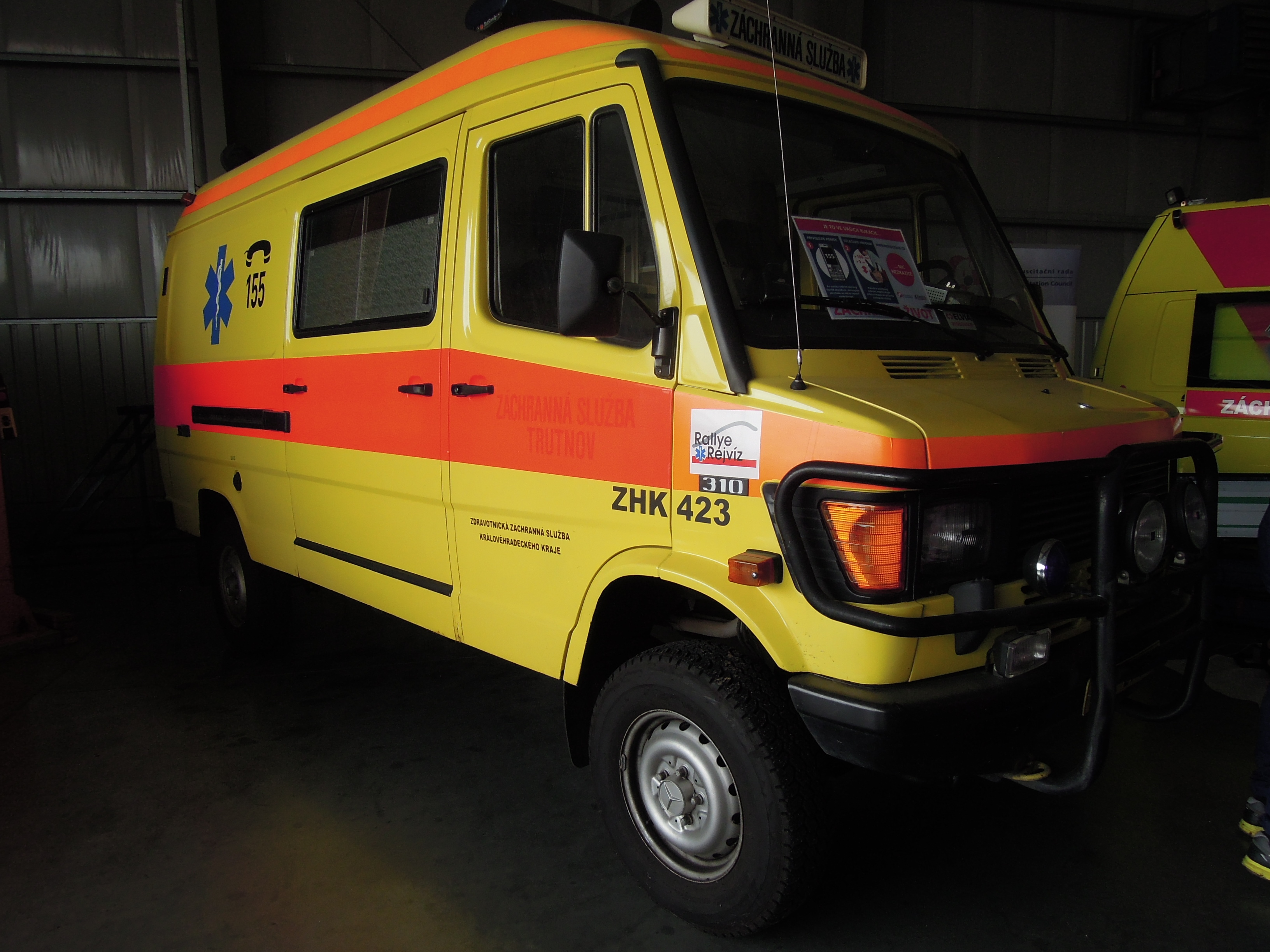
Mercedes-Benz 310 sloužil v minulosti ve službách Zdravotnické záchranné služby Královéhradeckého kraje

Záchranná služba vznikla v Hradci Králové v roce 1980. První výjezdová skupina, která byla součástí anesteziologicko-resuscitačního oddělení Fakultní nemocnice v Hradci Králové, vyjela k pacientovi 3. listopadu 1980. V roce 1992 vzniklo samostatné nemocniční oddělení Záchranná služba Fakultní nemocnice v Hradci Králové a k 1. lednu 1993 vznikla samostatná příspěvková organizace Územní středisko záchranné služby Hradec Králové. 1. ledna 2004 vznikla Zdravotnická záchranná služba Královéhradeckého kraje – Územní středisko Hradec Králové a sloučila pod jednu organizaci 18 výjezdových skupin záchranné služby, které fungovaly doposud jako okresní příspěvkové organizace nebo jako oddělení spádových nemocnic. 27. dubna 2004 byl změněn název organizace na Zdravotnická záchranná služba Královéhradeckého kraje.

## Organizační struktura
Královéhradecký kraj je pro potřeby záchranné služby rozčleněn do dvou administrativních oblastí, a to do oblastí Jih a Sever, které čítají dohromady 15 výjezdových základen. Oblast Jih zahrnuje území okresů Hradec Králové, Jičín a Rychnov nad Kněžnou, zatímco okresy Náchod a Trutnov náleží do oblasti Sever. Jednotlivé výjezdové skupiny jsou řízeny z krajského zdravotnického operačního střediska. Podle zákona o Zdravotnické záchranné službě tvoří funkční strukturu ZZS:
1. ředitelství,
2. zdravotnické operační středisko,
3. výjezdové základny s výjezdovými skupinami,
4. pracoviště krizové připravenosti,
5. vzdělávací a výcvikové středisko.

## Výjezdové skupiny

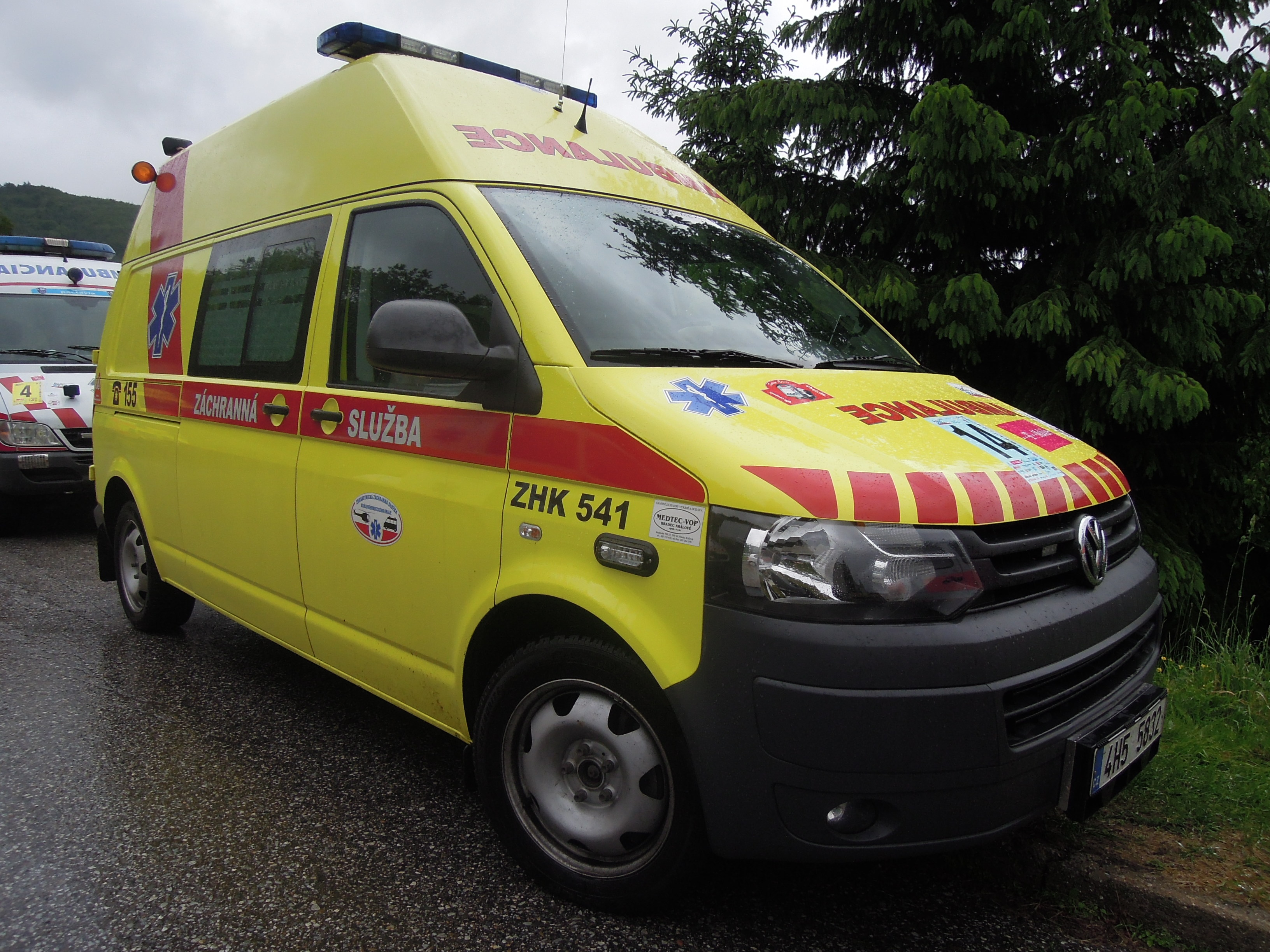
Sanitní vozidlo Volkswagen Transporter T5 Zdravotnické záchranné služby Královéhradeckého kraje

Na území celého kraje je k dispozici v nepřetržitém 24hodinovém provozu celkem 33 výjezdových skupin a vzletová skupina letecké záchranné služby, jejichž počet se mění s pracovní a noční dobou. V mimopracovní dobu a v nočních hodinách je počet skupin snížen. Výjezdové skupiny pracují v režimech rychlá zdravotnická pomoc (RZP) ve složení řidič-záchranář a zdravotnický záchranář, rychlá lékařská pomoc (RLP) ve složení řidič-záchranář, lékař a zdravotnický záchranář a rychlá lékařská pomoc v systému Rendez-Vous s lékařem a záchranářem v osobním automobilu.
Systém Rendez-Vous začala Zdravotnická záchranná služba Královéhradeckého kraje využívat ve větší míře až během roku 2011. Do roku 2010 existoval specifický setkávací systém pouze v Hradci Králové a Jičíně. Výjezdová skupina rychlé lékařské pomoci v systému Rendez-Vous nevyužívala pro výjezdy osobní ani terénní automobil tak, jako je zvykem ve zbytku České republiky, ale vyjížděla ve vozidle Volkswagen Transporter T5, které je totožné se sanitními vozy užívanými výjezdovými skupinami typu rychlá zdravotnická pomoc. Následně se RV systém rozšířil po celém kraji a do vozového parku přibyly vozy VW Touareg a Škoda Yeti.[zdroj?]
V průběhu roku 2011 byl setkávací systém zaveden do dalších oblastí Královéhradeckého kraje. Nově tak nahradily výjezdové skupiny Rendez-Vous původní skupiny rychlé lékařské pomoci v Trutnově, Jaroměři, Náchodě a Rychnově nad Kněžnou. V některých místech kraje zůstaly zachovány i nadále výjezdové skupiny rychlé lékařské pomoci.

## Výjezdové základny

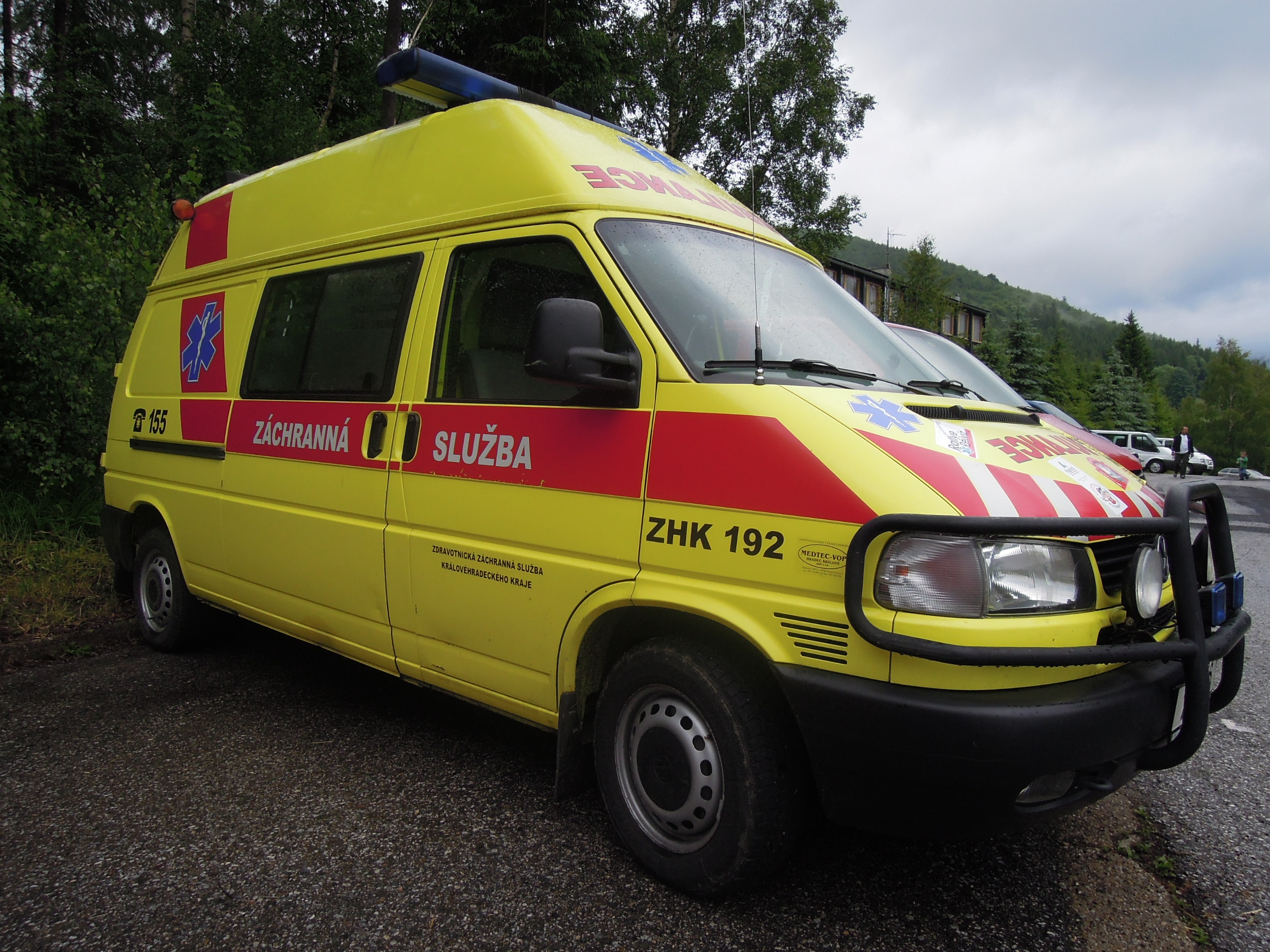
Volkswagen Transporter T4, jedno ze starších sanitních vozidel ve vozovém parku Zdravotnické záchranné služby Královéhradeckého kraje

Královéhradecký kraj je pokryt sítí 15 výjezdových základen. Od 30. dubna 2010 je v provozu druhá výjezdová základna v Hradci Králové, na níž slouží od srpna 2016 trvale dvě výjezdové skupiny rychlé zdravotnické pomoci. Základna samotná se nachází v místní části Kukleny v areálu hasičského záchranného sboru. Nejvíce pomůže při dojezdech k dopravním nehodám na dálnici D11 a při zásazích v západní části Hradce Králové. Záchranáři odhadují, že se k zásahům z nového stanoviště dostanou až o sedm minut dřív. 1. srpna 2010 byla do provozu uvedena nové základna v Nové Pace. Taktéž na ní slouží jedna výjezdová skupina rychlé zdravotnické pomoci. Pro oblast má základna velký význam – dojezd do některých obcí může zrychlit až o deset minut. V minulosti musely posádky dojíždět až z Jičína. V rámci projektu Přeshraniční spolupráce zdravotnických záchranných služeb Královéhradeckého kraje a Jelení Hory probíhala v letech 2010 a 2011 rekonstrukce nové výjezdové základny v Trutnově. Nová výjezdová základna byla slavnostně do provozu uvedena 18. ledna 2012. Původní budova byla v nevyhovujícím stavu. Rekonstrukce nevyužívaného objektu stála 18 miliónů korun, 90 % částky bylo hrazeno z fondů Evropské unie a státního rozpočtu.
Podle map, které tvoří vědci pro záchranné služby, žilo v roce 2011 93 % obyvatel Královéhradeckého kraje v oblastech s dojezdovým časem do 15 minut od výjezdu, 99 % obyvatel žilo v oblastech s dojezdovým časem do 20 minut a jedno procento obyvatel bydlelo v oblastech s dojezdovým časem nad 20 minut.
Zdravotnická záchranná služba Královéhradeckého kraje v minulosti provozovala v Hradci Králové také dopravní zdravotní službu (DZS). V roce 2016 už tuto službu nevyužívala a vozidlo DRNR nahradila vozidlem RZP.[zdroj?]

### Přehled výjezdových základen

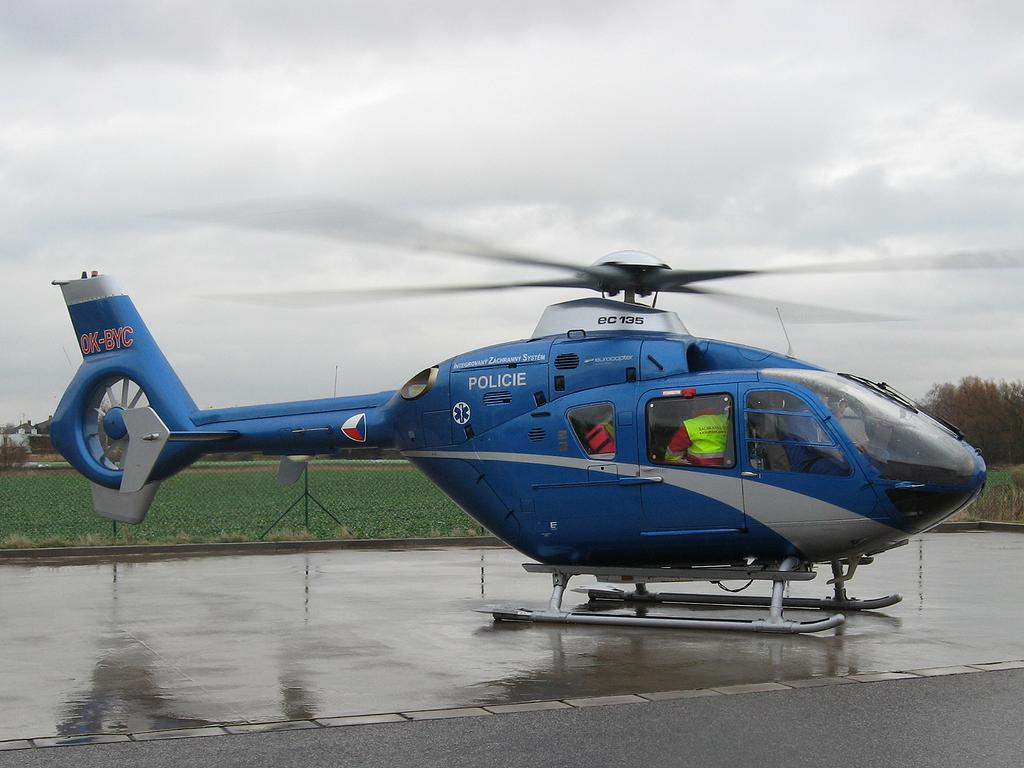
Vrtulník Eurocopter EC 135 T2+ v barvách Policie ČR připraven k jednomu z posledních startů k záchraně života v Královéhradeckém kraji v prosinci 2008

| Oblast | Výjezdová základna           | Poznámka      |
| Jih    | Hradec Králové, Hradecká ul. | 1x RV 2x RZP  |
| Jih    | Hradec Králové, hangár LZS   | 1x LZS 1x RZP |
| Jih    | Hradec Králové, Kukleny      | KZOS 2x RZP   |
| Jih    | Nový Bydžov                  | 1x RV 1x RZP  |
| Jih    | Jičín                        | 1x RV 2x RZP  |
| Jih    | Hořice                       | 1x RZP        |
| Jih    | Nová Paka                    | 1x RZP        |
| Jih    | Rychnov nad Kněžnou          | 1x RV 2x RZP  |
| Sever  | Náchod                       | 1x RV 2x RZP  |
| Sever  | Broumov                      | 1x RLP 1x RZP |
| Sever  | Opočno                       | 1x RZP        |
| Sever  | Jaroměř                      | 1x RV 2x RZP  |
| Sever  | Trutnov                      | 1x RV 2x RZP  |
| Sever  | Vrchlabí                     | 1x RLP 1x RZP |
| Sever  | Dvůr Králové nad Labem       | 1x RZP        |
| Sever  | Temný Důl                    | 1x RZP        |

## Letecká záchranná služba
Provoz letecké záchranné služby (LZS) byl v Hradci Králové zahájen 3. července 1990. Zdravotnickou část osádky letecké záchranné služby zajišťuje Zdravotnická záchranná služba Královéhradeckého kraje, ostatní provozní pracovníky včetně pilotů zajišťuje společnost DSA. Ta je také provozovatelem samotného vrtulníku, v současnosti[kdy?] moderního stroje Eurocopter EC 135 T2. Volacím znakem vrtulníku je Kryštof 06. Vrtulník je k dispozici v denním provozu limitovaném východem a západem slunce. Vrtulník z Královéhradeckého kraje zasahuje často také v Pardubickém kraji, který leteckou záchrannou službu neprovozuje.[zdroj?]

### Spor o financování
V lednu 2010 požádal Královéhradecký kraj hejtmana Pardubického kraje o spolufinancování letecké záchranné služby. Provoz letecké záchranné služby stojí Královéhradecký kraj ročně 6 mil. korun. Třetinu zásahů tvoří zásahy v Pardubickém kraji, který leteckou záchrannou službu neprovozuje. Proto žádá Královéhradecký kraj, aby se Pardubický kraj podílel na spolufinancování provozu částkou dva milióny korun. To ale Pardubický kraj odmítá s odůvodněním, že nebyly doloženy dostatečné podklady.[zdroj?]

## Vozový park

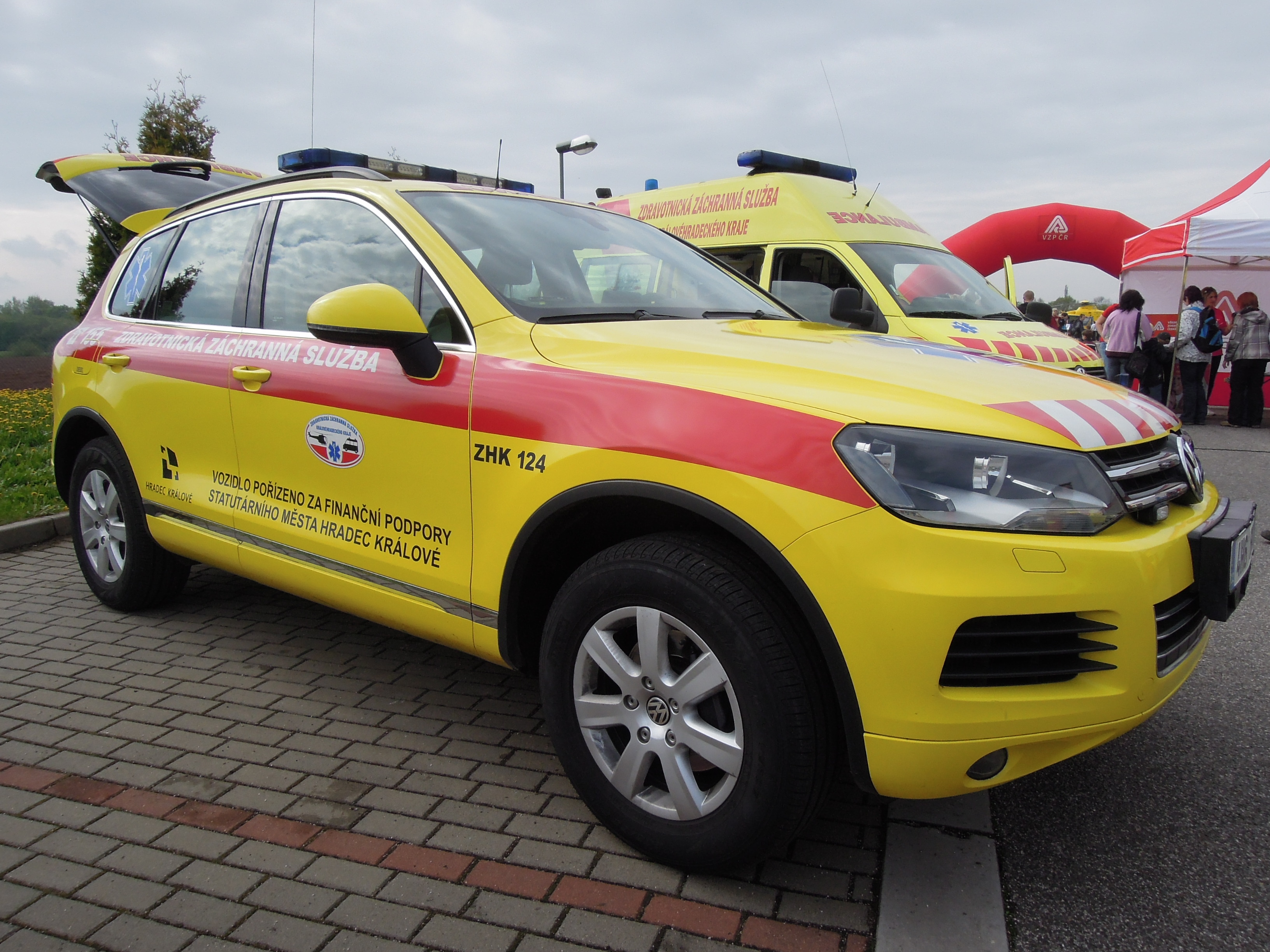
Volkswagen Touareg druhé generace pro výjezdy v režimu Rendez-Vous

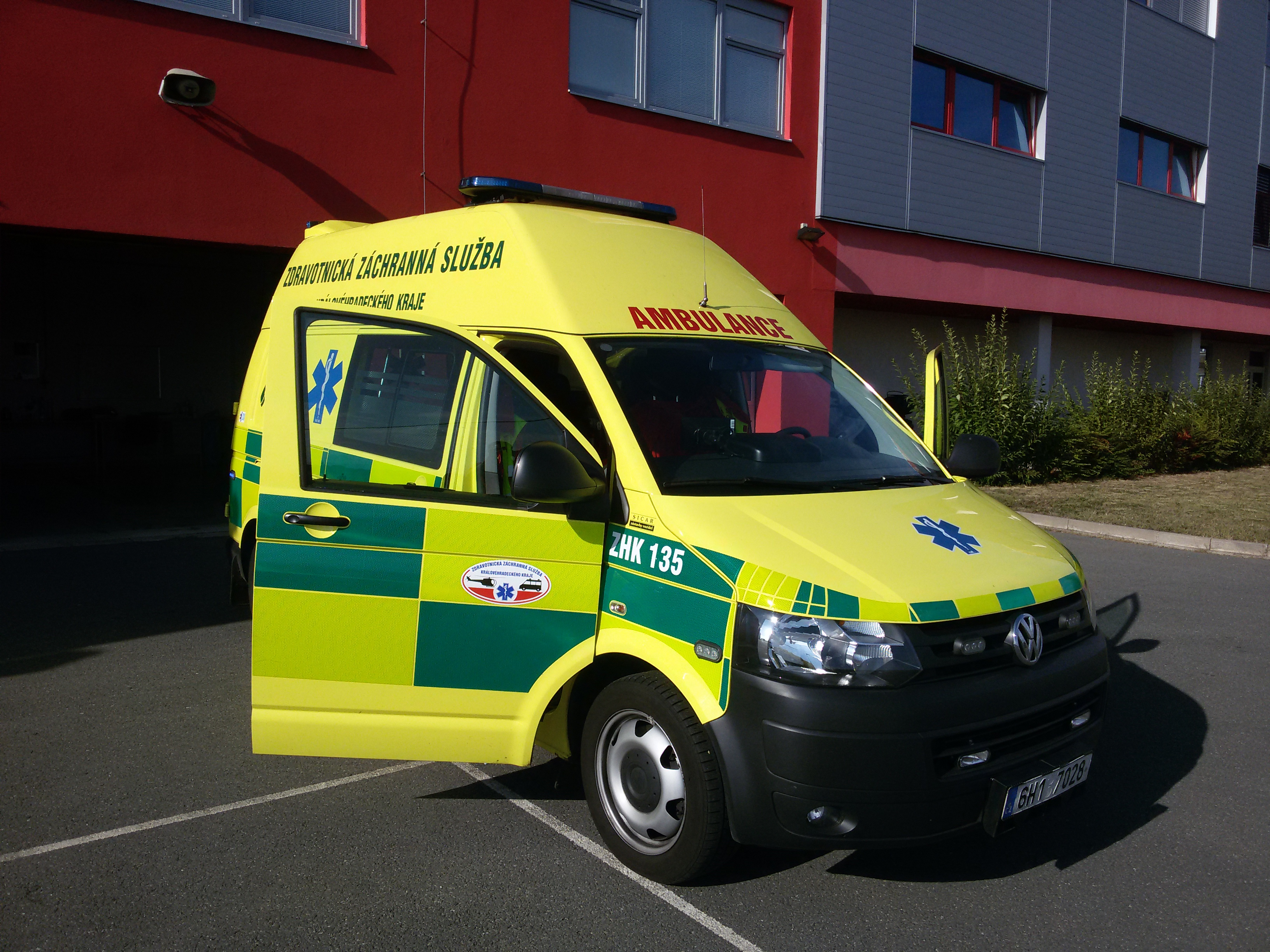

Převážná většina sanitních vozidel ve vozovém parku Zdravotnické záchranné služby Královéhradeckého kraje je typu Volkswagen Transporter T5 nebo T4. Kromě toho jsou užívána i vozidla Mercedes-Benz Sprinter. V prosinci 2010 získala královéhradecká záchranná služba dvě nová sanitní vozidla Volkswagen Touareg, jež byla zařazena do systému Rendez-Vous v Hradci Králové a Náchodě. Současně s otevřením nové výjezdové základny v lednu 2012 byla do provozu uvedena čtyři sanitní vozidla Škoda Yeti pro systém Rendez-Vous. Nové vozy slouží na výjezdových základnách Trutnově, Jaroměři, Rychnově nad Kněžnou a Jičíně.[zdroj?]
V roce 2011 proběhl ve Zdravotnické záchranné službě Královéhradeckého kraje audit, který odhalil údajné pochybení dosavadního vedení organizace. Auditoři označili nákup vozidel Volkswagen Touareg za „zbytečně luxusní“ a uvedli, že provozní náklady jsou také vysoké. V královéhradecké záchranné službě tak mohlo docházet k porušování zákona o veřejných zakázkách. Auditoři poukázali dále na to, že sanitní vozidla a zdravotnické vybavení nepatří Zdravotnické záchranné službě Královéhradeckého kraje, ale společnosti Zdravotnický holding Královéhradeckého kraje. Tato společnost, jež je zřizována také krajem, sanitní vozidla a zdravotnické vybavení záchranné službě pronajímá. Po zveřejnění výsledků auditu bylo vypsáno výběrové řízení na nového ředitele Zdravotnické záchranné služby Královéhradeckého kraje, jímž je od května 2011 MUDr. Jiří Mašek.

## Galerie

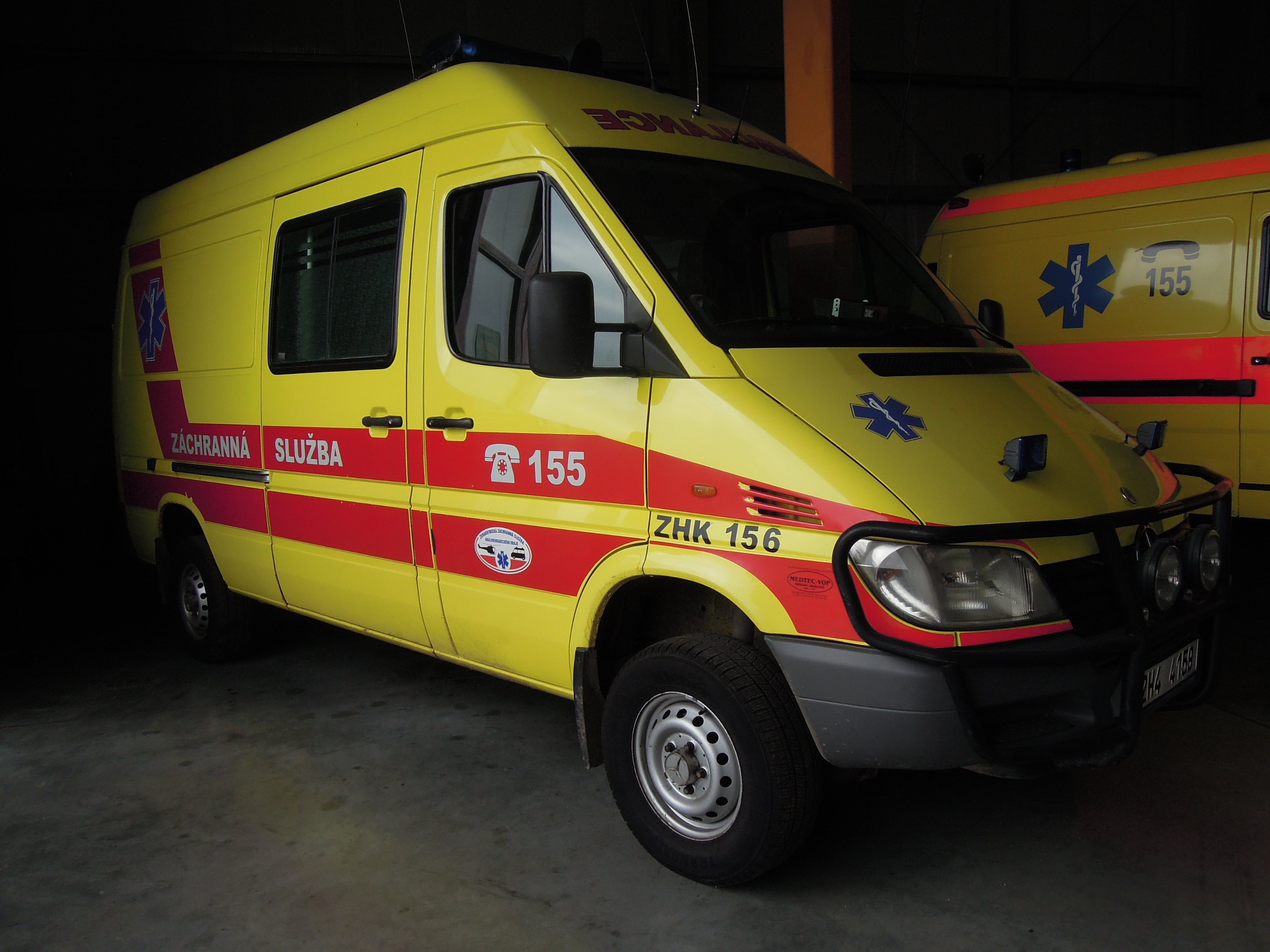
Mercedes-Benz Sprinter
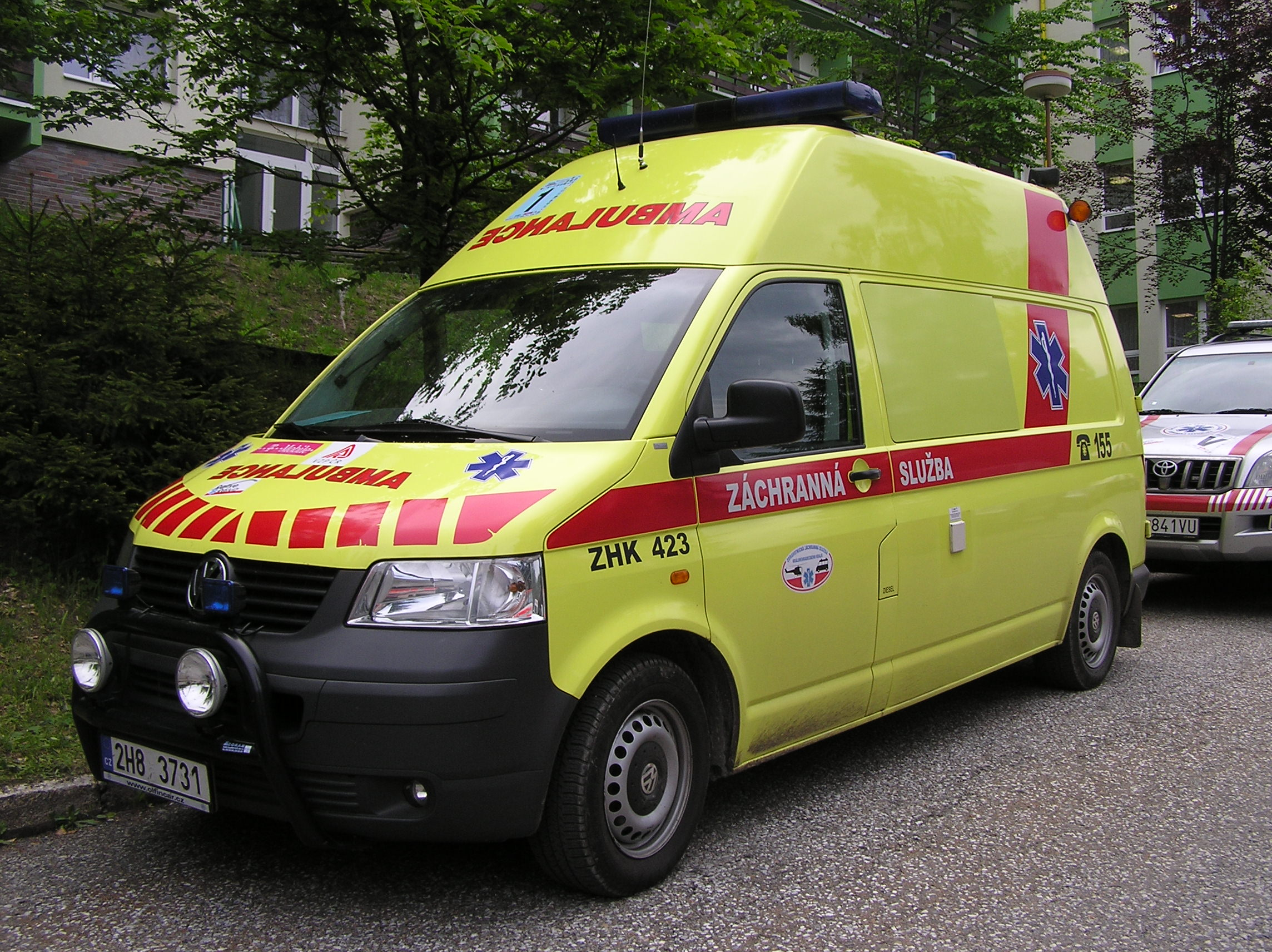
Sanitní vozidlo určeno pro výjezdy v režimech rychlá lékařská pomoc a rychlá zdravotnická pomoc
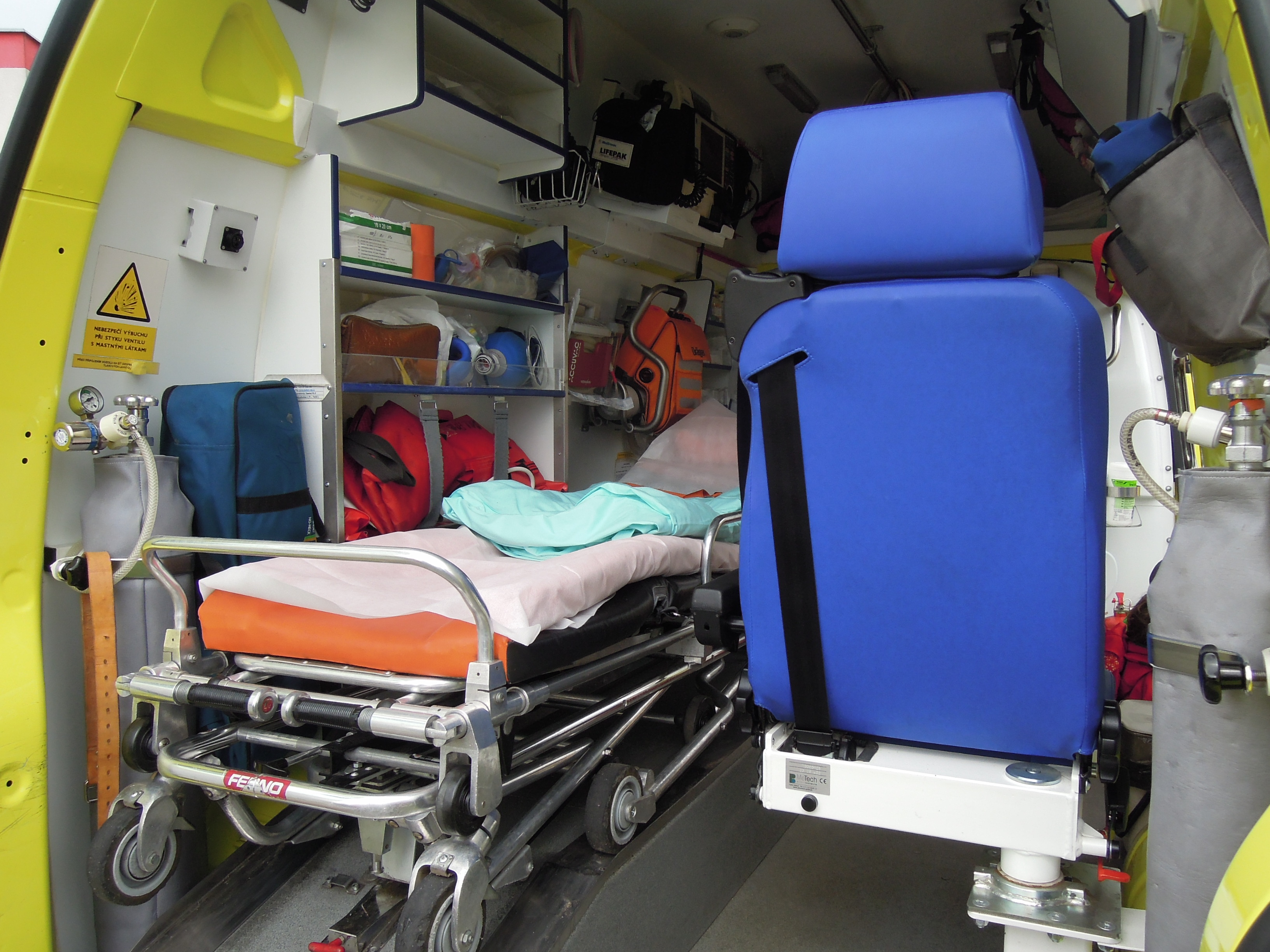
Vnitřní zástavba sanitního vozidla Volkswagen Transporter T5
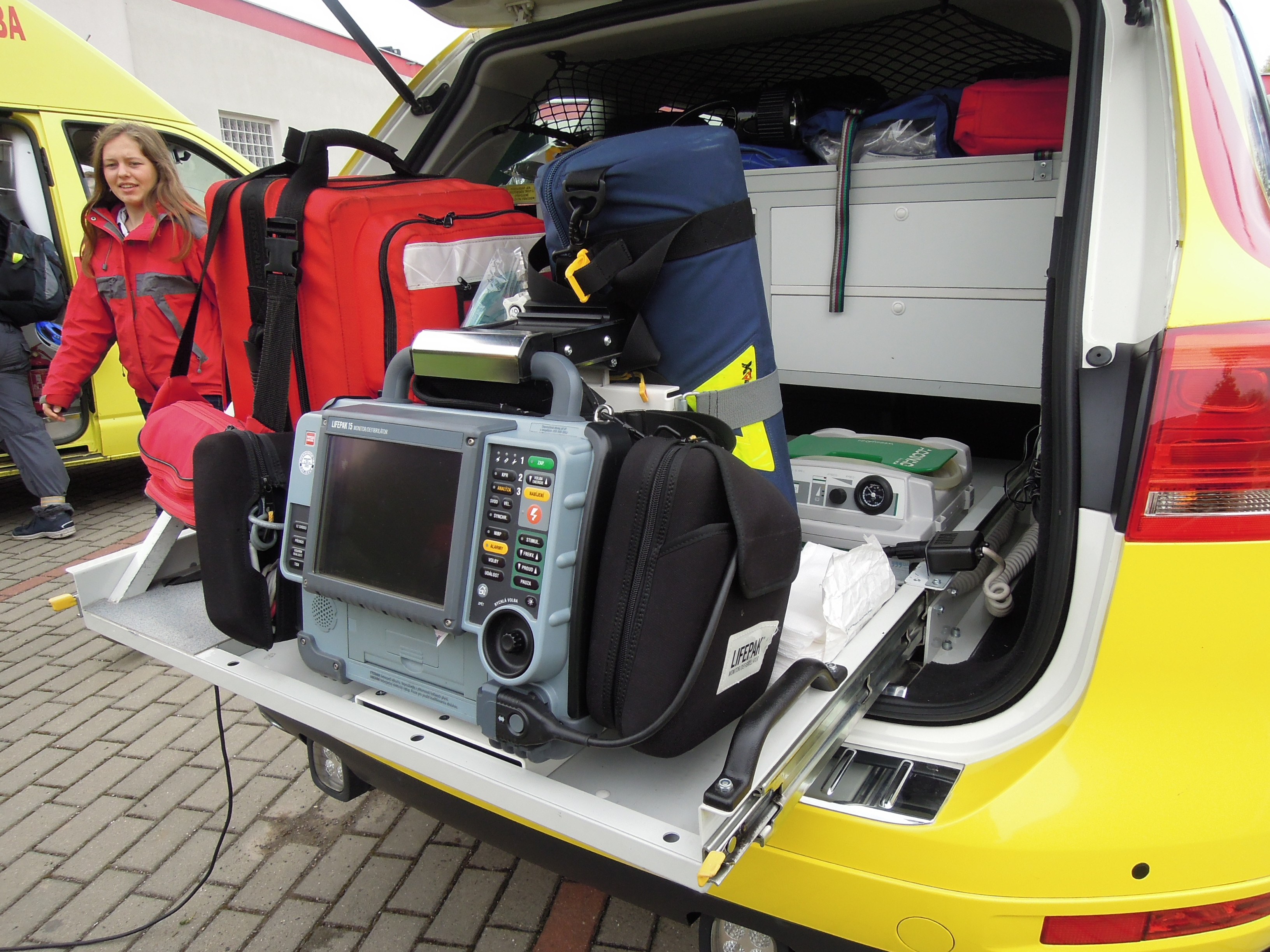
Vnitřní zástavba vozidla určeného pro výjezdy v režimu Rendez-Vous
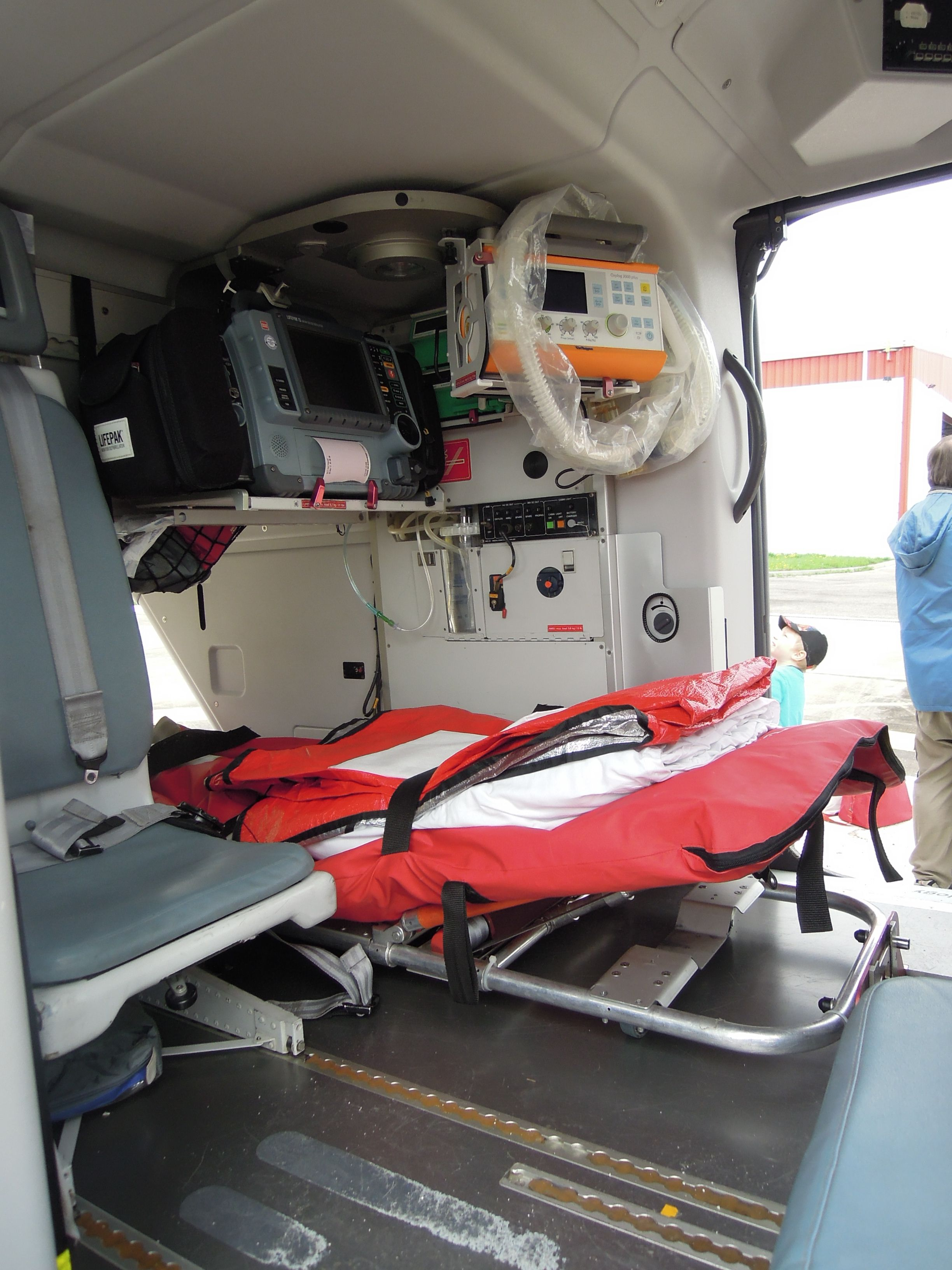
Vnitřní zástavba vrtulníku letecké záchranné služby Kryštof 06